# 坪乐镇
坪乐镇，是中华人民共和国贵州省遵义市绥阳县下辖的一个乡镇级行政单位。
2016年1月29日，贵州省人民政府批复同意绥阳县部分乡镇行政区划调整，撤销坪乐乡，设置坪乐镇。

## 行政区划
坪乐镇下辖以下地区：
顺河村、大垭村、解放村、联民村和和平村。